# Crisi di Pasqua
La crisi di Pasqua (in danese Påskekrisen) si svolse nell'aprile del 1920 e rappresentò forse un evento decisivo nell'evoluzione del ruolo della monarchia danese nel XX secolo. La causa fu il conflitto tra il re Cristiano X e il governo di Carl Theodor Zahle in merito alla riunificazione tra Danimarca e Schleswig, un vecchio possedimento danese, che era stato perduto a vantaggio della Prussia nella Seconda guerra dello Schleswig. 
Al termine della prima guerra mondiale, i danesi rivendicarono la regione, sperando che la sconfitta della Germania potesse favorire una risoluzione in loro favore della disputa. 
In accordo con i termini del Trattato di Versailles, la posizione dello Schleswig doveva essere determinata attraverso due plebisciti: uno nello Schleswig del Nord (oggi una contea dello Jutland del Sud della Danimarca), l'altro nello Schleswig Centrale (oggi parte del land tedesco Schleswig-Holstein. Nessun plebiscito fu indetto nello Schleswig del Sud, poiché era abitato da una maggioranza etnica tedesca e, in accordo con i sentimenti prevalenti del periodo, rimase parte dello stato tedesco post-bellico.
Nello Schleswig del Nord, il 75% votò per la riunificazione con la Danimarca, mentre il 25% voleva rimanere con la Germania. Nello Schleswig centrale, la situazione era capovolta: l'80% votò per rimanere annesso alla Germania e il 20% per la Danimarca. Alla luce dei risultati, il governo del primo ministro danese Zahle decise che la riunificazione con lo Schleswig settentrionale poteva procedere, mentre la parte centrale sarebbe rimasta sotto controllo tedesco.
Molti nazionalisti danesi, motivati anche dalla volontà di vedere la Germania permanentemente indebolita, avrebbero voluto che tutto lo Schleswig tornasse sotto la Danimarca, a prescindere dal risultato dei plebisciti. Cristiano X era d'accordo con questi sentimenti popolari e ordinò a Zahle di includere lo Schleswig centrale nel processo di riunificazione. Dato che però la Danimarca era una monarchia costituzionale dal 1901, Zahle non si sentì obbligato ad accondiscendere al volere del sovrano. Rifiutò quindi l'ordine e si dimise qualche giorno dopo, in seguito ad una violenta lite con il re.
Di conseguenza, Cristiano X licenziò il resto del governo e lo rimpiazzò con un governo conservatore. Il licenziamento del governo originò diverse manifestazioni e si giunse quasi a una rivoluzione: per vari giorni il futuro della monarchia danese sembrò in pericolo. Posto di fronte alla possibilità di rovesciamento della corona danese, il re raggiunse un compromesso con il gabinetto in vista delle elezioni previste per l'anno seguente.
Questa fu l'ultima volta che un sovrano danese regnante tentò di impossessarsi del potere politico senza il sostegno del Parlamento; a seguito della crisi, Cristiano accettò il suo ruolo drasticamente ridotto come capo di Stato simbolico.